# Rise Again (сингл)
| Оценки критиков | Оценки критиков |
| Источник        | Оценка          |
| --------------- | --------------- |
| Rate Your Music | 2.5/5           |

«Rise Again» (яп. «ライズアゲイン») — третий цифровой сингл Crush 40. Аналогично «Sonic Youth», выход сингла в iTunes состоялся 21 июня, а не 4 июля, как планировалось первоначально. Эта песня, наряду с другими синглами iTunes «Song of Hope», «Sonic Youth» и «One of Those Days», были скомпилированы и выпущены в виде мини-альбома под названием «Rise Again».
Сингл можно приобрести в iTunes, YouTube Music и Amazon, а также послушать на Spotify.

## Список композиций
| №  | Название     | Альтернативное название | Длительность |
| -- | ------------ | ----------------------- | ------------ |
| 1. | «Rise Again» | ライズアゲイン          | 4:26         |

## Участники записи

### Crush 40
- Дзюн Сэноуэ — гитары
- Джонни Джиоэли — вокал

### Приглашённые музыканты
- Такэси Танэда — бас-гитара
- Тору Кавамура — ударные